# Бокша (Молдова)
Бокша (рум. Bocşa) — село в Фалештском районе Республики Молдова. Наряду с селом Рисипены входит в состав коммуны Рисипены.

## География
Село расположено на высоте 123 метров над уровнем моря.

## Население
По данным переписи населения 2004 года, в селе Бокша проживает 990 человек (479 мужчин, 511 женщина).
Этнический состав села:
| Национальность | Число жителей | Процентный состав |
| -------------- | ------------- | ----------------- |
| молдаване      | 969           | 97.88             |
| румыны         | 13            | 1.31              |
| украинцы       | 3             | 0.3               |
| русские        | 1             | 0.1               |
| гагаузы        | 1             | 0.1               |
| прочие         | 3             | 0.3               |
| Всего          | 990           | 100%              |